# Рогоушичи
Рогоушичи (на сръбски: Рогоушићи) е село в Босна и Херцеговина, разположено в община Пале, в ентитета на Република Сръбска. Намира се на 877 метра надморска височина. Населението му според преброяването през 2013 г. е 469 души, от тях: 465 (99,14 %) сърби, 3 (0,63 %) хървати и 1 (0,21 %) от друга етническа група.

## Население
Численост на населението според преброяванията през годините:
- 1961 – 279 души
- 1971 – 242 души
- 1981 – 218 души
- 1991 – 199 души
- 2013 – 469 души